# Li-ťia
Li-ťia (čínsky pchin-jinem lǐjiǎ, znaky 里甲) byl systém místní samosprávy zavedený v mingské Číně v 70. letech 14. století. Obyvatelstvo bylo rozděleno na ťia, skupiny deseti domácností, deset ťia a deset bohatších rodin tvořilo li. Li odváděly státu požadované zboží a služby. Během 15. století byla většina služeb a odvodů převedena na platby ve stříbře, vybírané jako přirážka k pozemkové dani.

## Původ názvu
Li (里) byla v říších Západní Ťin (3./4. století) a Tchang (7.–10. století) vesnice nebo skupina vesnic o 100 domácnostech. V říši Sung s růstem počtu obyvatel stoupala i zalidněnost li, přičemž současně klesal její význam. V říši Ming se stejně nazývala i územní jednotka, na kterou se dělily újezdy siang (鄉) v zalidněných oblastech jižní Číny, zejména v Ťiang-nanu.
Ťia (甲) se poprvé jako správní termín objevilo v 11. století v říši Sung při zavedení systému domobrany pao-ťia; značilo skupinu 10–30 domácností. Jako označení malé skupiny domácností přežilo v jižní Číně i v následujících staletích.

## Popis
V systému li-ťia stodeset domácností (戶, chu, doslova „dveře“) tvořilo jedno li, li se dělilo na deset ťia po deseti domácnostech, zbylých deset rodin se po roce střídalo ve vedení li. Těchto deset rodin obvykle patřilo k nejbohatším domácnostem komunity. Hlava deseti rodin se nazývala ťia-šou (甲首), hlavou celého li byl li-čang (里長). Tyto funkce byly neplacené, ale spojené s finanční odpovědností. Hlavy li měli k ruce několik starších (里老, li-lao). Ve městech se li nazývaly fang (坊), v předměstích siang (廂).
Každý rok byla jedna ťia povinna službami a dodávkami a pod vedením vůdce li je zajišťovala. Ostatních devět ťia pouze platilo daně. Po deseti letech proběhlo sčítání lidu zaznamenané ve Žlutých registrech, přerozdělení domácností do li a začal nový desetiletý cyklus. Zodpovědnost za platbu neslo celé li kolektivně.
Li někdy měly méně než teoretických 110 domácností, obvykle však byly početnější. Zpravidla totiž k li patřily také „připojené domácnosti“ taj-kuan-chu (帶管戶) nad standardní počet 110 a „přespočetné domácnosti“ ťi-ling-chu (畸零戶) příliš chudé, než aby mohly odvádět robotu a daně. Průměrný počet domácností v li byl proto zhruba 140.
Li jakožto útvaru o cca 140 domácnostech v praxi odpovídala nejmenší jednotka územního členění – okrsek, nazývaný zpravidla tchu (圖), na severu též še (社), či tchun (屯), nebo fang (坊). Okrsky měly typicky zhruba 1000 obyvatel.

## Historie
Systém roku 1371 zavedl první mingský císař Chung-wu v povodí Jang-c’-ťiang, k dalšímu sčítání obyvatel roku 1381 fungoval už v celé Číně. Prvotním cílem zavedení systému li-ťia byla organizace výběru daňových naturálních odvodů a roboty pro úřady. Nicméně Chung-wu kromě záležitostí finančních ukládal li i starost o vzdělávání svých členů, předčítání jeho prohlášení a provolání, veřejný pořádek.
Základní daňovou jednotkou systému li-ťia byl ting (丁), původně (a formálně) práceschopný muž. V zájmu spravedlivého rozvržení daní byly počet tingů v domácnosti upravován i podle jejího majetku – pozemcích, jiných zdrojích příjmu, služebnictvu, koních atd. Ting tak nabyl charakteru abstraktní fiskální jednotky, která měla jen vzdálený vztah k počtu mužů. Ve výsledku byly domácnosti rozděleny do tří stupňů podle počtu práceschopných mužů a majetku. S růstem počtu mužů a majetku se požadavky státu na domácnosti zvyšovaly. Zdanění tedy bylo progresivní (na rozdíl od „rovné“ pozemkové daně).
Všechny řádné státní výdaje, kromě pozemkové daně, byly hrazeny povinnou ťia. Ta dodávala úřadům vše nezbytné k jejich chodu – papír, palivo, svíčky, armádě vojenské vybavení jako zbraně, nebo uniformy, veškeré vybavení potřebné pro provoz císařského paláce. Pouze z těchto rekvizic mohli úředníci pohostit návštěvu nadřízených, udržovat úřední budovy, podpořit kandidáty zkoušek. Protože vyšší i nižší úředníci tvořili pouze kostru státní správy, obyvatelstvo dodávalo veškeré nekvalifikované a níže postavené síly jako strážné, personál skladišť, obsluhu zdymadel a kanálů, vládních stájí, výběrčí místních obchodních poplatků. Poštovní stanice podřízené ministerstvu vojenství obyvatelstvo opatřovalo vším potřebným – koňmi, vozy, loděmi, potravinami pro projíždějící osoby, udržovalo budovy. Ovšem velké infrastrukturní projekty jako výstavba cest a hrází či kanálů, byly hrazeny rekvizicemi ad hoc.
V tomto systému neexistoval rozpočet stanovený vládou pro úřady, všechny výdaje hradilo přímo obyvatelstvo. V prvních letech dynastie systém dobře fungoval, rekvizice pro relativně málo početnou správu nebyly přehnané a rozdělení domácností realistické. Od roku 1443 byla lokálně používána reforma, do roku 1488 zavedená v celé říši. Podle ní v desetiletém cyklu sloužila desítka dvakrát – jednou jako dodavatel materiálu a zboží a podruhé jako poskytovatel služeb a práce. Během 16. století byla postupně většina dávek a služeb převedena na platby ve stříbře, obvykle zaváděnými ve formě přirážky k pozemkové dani.
Růst počtu li by přinesl zvýšení daňové kvóty okresu ze strany centra, proto se mu okresní přednostové vyhýbali. Naopak neměli problém s podáváním návrhů na rušení li, pokud obyvatelstvo ubylo. Roku 1461 bylo v celé říši 64 854,5 li, v 60. letech 17. století 68 929,5. Během tří staletí trvání říše Ming počet li mírně klesal, tak jak domácnosti unikaly registraci a zdanění se přesouvalo k půdě.
V 16. století li získávala charakter územní jednotky, která splývala s okrsky (tchu, 圖, nejmenší územně-správní jednotka, typicky zhruba s tisícovkou obyvatel) a jako okrsek byla i označována všude, kromě oficiálních hlášení. Při úpravách struktury místní samosprávy probíhajících v 17. století byla v některých okresech li přímo definována jako území o určité rozloze polností.